# Œuvre d'art
 (juin 2025).
Ne doit pas être confondu avec Ouvrage d'art.
Pour les articles homonymes, voir L'Œuvre d'art.

La Joconde, un portrait célèbre de Léonard de Vinci.

Une œuvre d'art, ou un objet d'art, est un objet ou une création artistique ou esthétique. Elle est généralement conçue et réalisée par un artiste ou par un collectif d'artistes.

## Définition et usage du mot
Au féminin on emploie le mot « œuvre » pour désigner « l'ensemble des actions accomplies par quelqu'un en vue d'un certain résultat » : donc « une œuvre d'art ».
Au masculin singulier à valeur collective pour désigner l'ensemble des œuvres (d'un peintre, d'un graveur, d'un musicien).
Un chef-d'œuvre est anciennement la preuve de l'excellence que devait présenter le compagnon pour être promu à la maîtrise dans sa corporation.

## Œuvre d'art

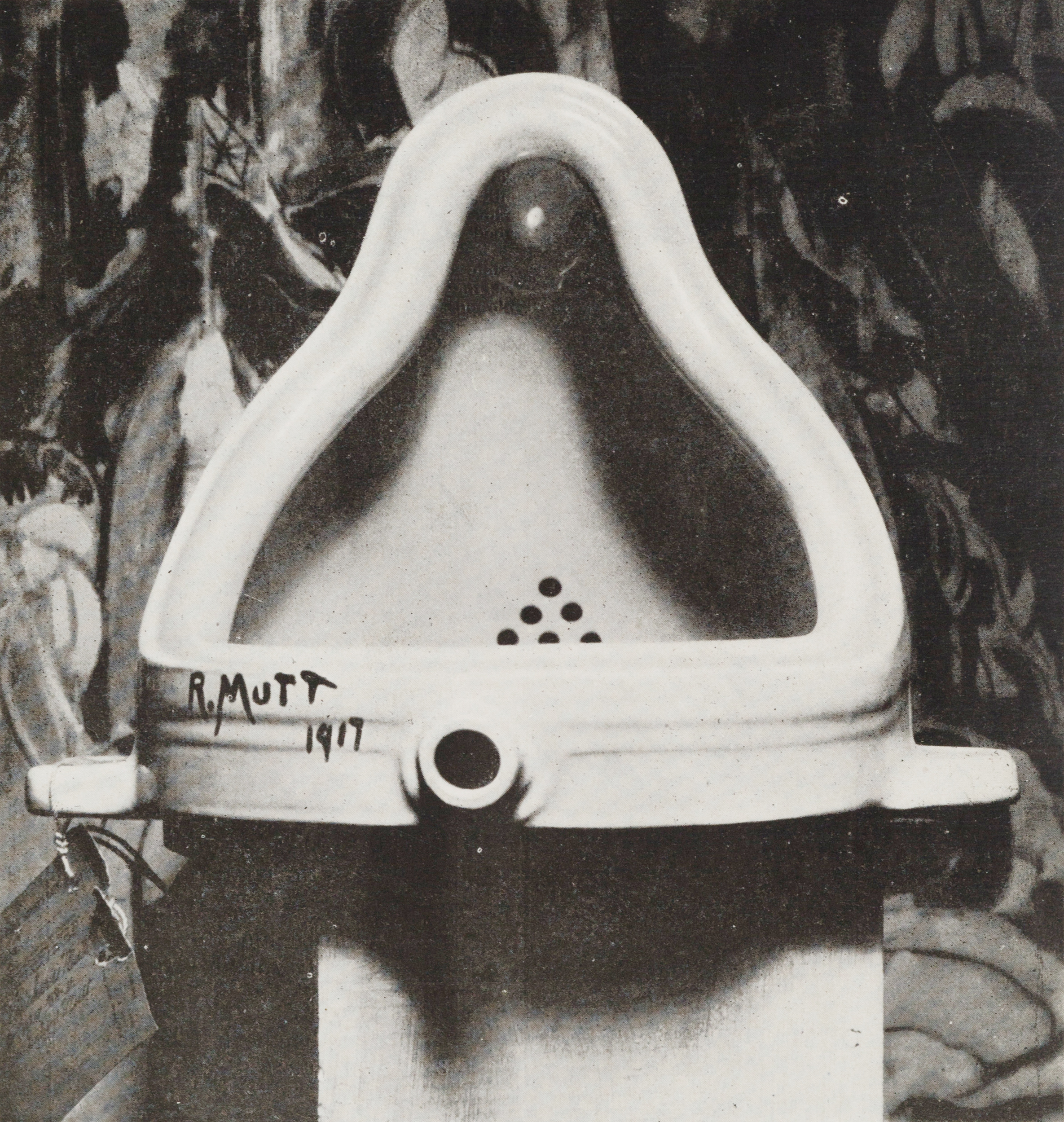
Alfred Stieglitz, photographie de la Fontaine de Marcel Duchamp, 1917.

En France, la législation encadre strictement la notion d'œuvre d'art car la fiscalité régissant les œuvres d'art est spécifique (en matière de TVA comme en matière d'impôt sur la fortune). Ainsi, l'article 98-A du code des impôts donne les critères permettant de définir ce qu'est une œuvre d'art du point de vue du législateur, et ce, par discipline artistique :
S'agissant des tableaux, collages, peintures et dessins, ceux-ci doivent être entièrement exécutés à la main par l'artiste ;
S'agissant des gravures, estampes et lithographies originales, elles doivent être tirées en nombre limité directement en noir ou en couleurs, d'une ou plusieurs planches entièrement exécutées à la main par l'artiste, quelle que soit la technique ou la matière employée, à l'exception de tout procédé mécanique ou photomécanique ;
S'agissant des tapisseries faites à la main, elles doivent être limitées à plus de huit exemplaires de chacun d'eux ;
S'agissant des photographies, elles doivent être prises par l'artiste, tirées par lui ou sous son contrôle, signées et numérotées dans la limite de trente exemplaires, tous formats et supports confondus. En matière de photographie d'art, l'impression et les supports utilisés sont essentiels, en ce sens qu'ils forment un tout indissociable de la photographie. L'impression des photographies d'art utilise soit la technologie dite « argentique », soit la technologie dite « pigmentaire » (plus chère mais plus précise) qui monte en puissance depuis plusieurs années et les principaux matériaux utilisés pour l'encadrement sont le cadre avec passe-partout, le contre-collage sur aluminium et la caisse américaine.